# Metworst

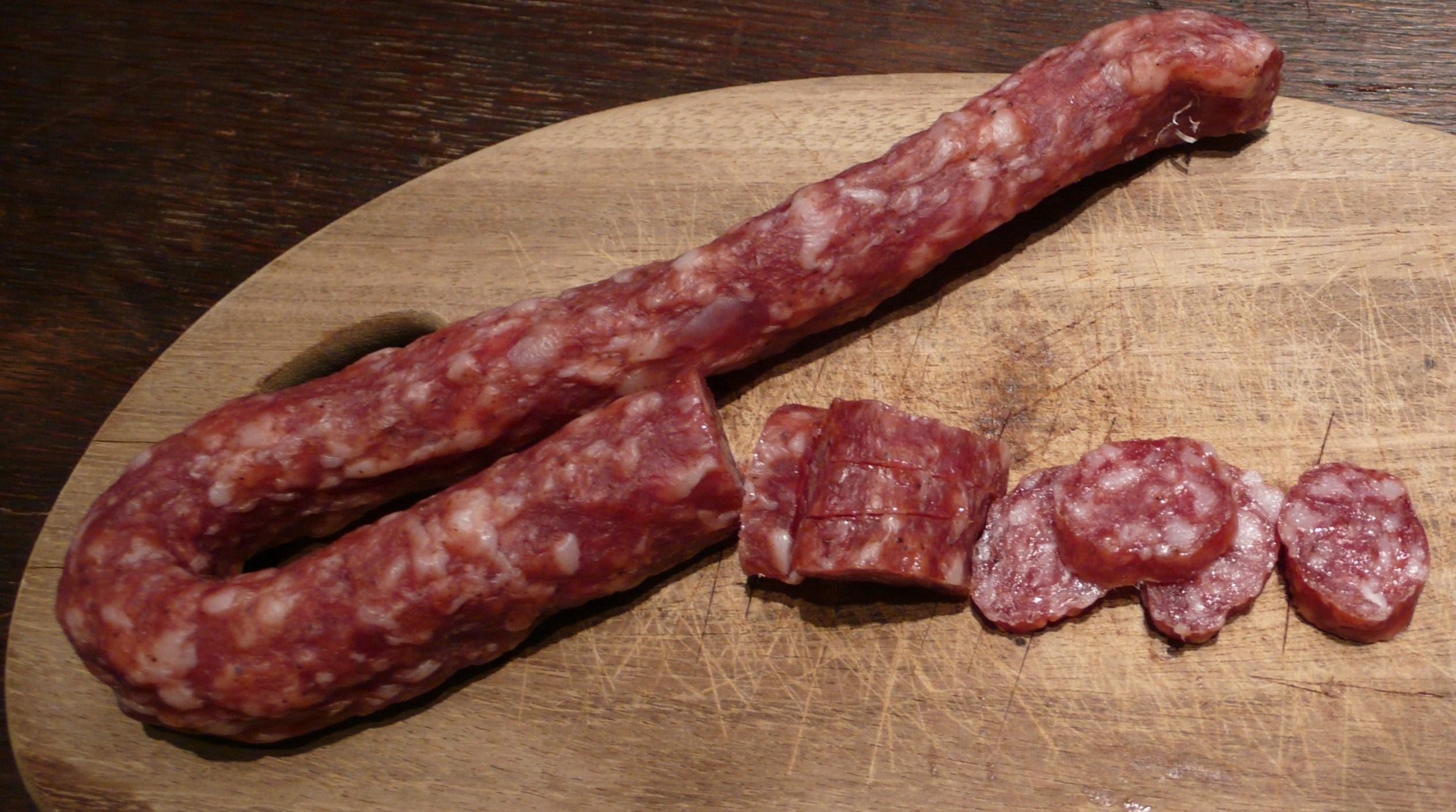
Un metworst de Groninga.

La metworst o droge worst es un tipo de salchicha tradicional holandesa. Tiene un sabor muy fuerte y se hace con carne de cerdo cruda picada que se seca al aire.
Droge worst significa simplemente ‘salchicha seca’, en alusión al proceso de elaboración y la textura del producto final. El nombre metworst (‘salchicha picada fina’) es parecido al alemán mettwurst, si bien el sabor y proceso de preparación de ambas salchichas difieren mucho.
La metworst se encuentra tradicionalmente en todos los Países Bajos y Flandes, aunque se produce principalmente en las provincias del norte (Groninga, Frisia y Drente) y del sur (Limburgo, Brabante Septentrional y Güeldres), al ser en ellas las condiciones del viento más adecuadas para el secado rápido de las salchichas al aire libre.
Gracias a su buena conservación, originalmente la metworst sirvió como suministro de emergencia de carne para los granjeros pobres en épocas de necesidad o cuando escaseaba la carne fresca. Como la producción de carne aumentó gradualmente, la salchicha empezó a ser usada como comida por los jornaleros.
Esta salchicha es el ancestro directo de la más conocida droë wors, que es casi idéntica en su método de producción, aunque no tanto en la carne usada, ya que evidentemente las fauna de los Países Bajos es muy diferente a la de Sudáfrica.